# Mark Hendrick
Mark Phillip Hendrick (ur. 2 listopada 1958 w Salford) – brytyjski polityk i inżynier pochodzenia somalijskiego, poseł do Parlamentu Europejskiego IV kadencji, deputowany do Izby Gmin.

## Życiorys
Studiował elektrotechnikę na Liverpool Polytechnic (BSc) oraz informatykę na Victoria University of Manchester (MSc). Uzyskał uprawnienia zawodowe inżyniera, a także kwalifikacje nauczycielskie. Został działaczem Partii Pracy oraz Co-operative Party. Od 1987 przez osiem lat zasiadał w radzie miejskiej w Salford. Pracował też jako nauczyciel w instytucji oświatowej Stockport College.
W latach 1994–1999 sprawował mandat eurodeputowanego, wchodząc w skład frakcji socjalistycznej, a także Komisji ds. Gospodarczych i Walutowych oraz Polityki Przemysłowej. W 2000 w wyniku wyborów uzupełniających został wybrany w skład Izby Gmin w okręgu wyborczym Preston. Z powodzeniem ubiegał się o reelekcję w 2001, 2005, 2010, 2015, 2017, 2019 i 2024.